# Hymenophyllum simonsianum
Hymenophyllum simonsianum là một loài thực vật có mạch trong họ Hymenophyllaceae. Loài này được Hook. miêu tả khoa học đầu tiên năm 1861.